# Сяо Чжаоє
Сяо Чжаоє (кит. трад.: 蕭昭業; піньїнь: Xiao Zhaoye; 473–494) — третій імператор Південної Ці з Південних династій.

## Життєпис
Був онуком Сяо Цзе. 493 року після смерті офіційного спадкоємця престолу Сяо Чжанмао, батька Сяо Чжаоє, новим спадкоємцем престолу був проголошений останній. Того ж року після смерті Сяо Цзе Сяо Чжаоє зійшов на трон.
За свого володарювання Сяо Чжаоє значно більше уваги приділяв іграм і задоволенням, аніж державним справам. Таким становищем скористався Сяо Луань, який влаштував змову, повалив і вбив Сяо Чжаоє, посадивши на престол його брата Сяо Чжаовеня. Невдовзі амбітний Сяо Луань зайняв трон сам.

## Девіз правління
- Лунчан (隆昌) 494